# 에드윈 퓰너
에드윈 퓰너(영어: Edwin Feulner, 1941년 8월 12일 ~ 2025년 7월 18일) 헤리티지재단 이사장을 역임한 미국의 정치인, 학자, 북한 전문가이다.

## 생애
1941년 미국 일리노이주 시카고에서 태어났다. 유년시절 한국전쟁에서 전사한 미군 장병들의 소식을 접하면서 한국에 관심을 가지기 시작하였고 1971년 한국을 처음으로 방문하였다. 1977년부터 2013년까지 미국의 대표적 보수 두뇌집단인 헤리티지재단의 이사장을 맡으며 이 조직을 미국 최고 수준의 아이디어 뱅크로 끌어 올렸다. 2008년 그의 연봉은 947,999 달러에 달했다. 헤리티지 재단은 김정일 사망 후 채 4시간도 지나지 않아 긴급 브리핑을 실시하는 등 북한과 관련해 정통한 싱크탱크라는 평가를 받고 있다. 현재 헤리티지 재단 이사장직에서 물러나 1982년 설립된 재단 산하 아시아연구센터 회장을 맡기도 하였다.

## 인맥
박근혜 대통령, 김대중 전 대통령, 박세직 전 서울올림픽조직위원장, 정주영 전 현대그룹 명예회장, 정몽준 대한축구협회 명예회장, 한양대 설립자 김연준 박사, 김승연 한화그룹 회장, 이재용 현 삼성전자 부회장 등 한국의 정재계를 대표하는 많은 보수 인사들과 각별한 친분이 있다. 특히 삼성 그룹과는 3대에 걸친 인연으로 1995년부터 고 이병철 전 삼성그룹 회장의 이름을 딴 세미나를 개최하고 있다.